# Палета, Людвига
Людвига Палета (англ. Ludwika Paleta, род. 29 ноября 1978) — польско-мексиканская актриса.

## Ранние годы
Родилась 29 ноября 1978 года в Кракове. Семья переехала в Мексику, когда отцу будущей актрисы, музыканту Збигневу Палете, предложили там работу. В мексиканском кинематографе дебютировала в 1989 году с роли в детском телесериале «Карусель». После выхода сериала юная актриса мгновенно стала знаменитостью. Год спустя она участвовала в телесериале Просто Мария, где она вместе со своими актёрами, исполнившими главные роли в телесериале Карусель участвовала в одноимённом детском спектакле. Настоящая слава к актрисе пришла в 1992 году, когда она сыграла одну из главных ролей и лучших своих ролей в телесериале «Дедушка и я» (исп. El Abuelo y yo) вместе с Гаэль Гарсиа Берналь, а также шикарно спела весёлую песенку к заставке телесериала. Одной из крупных работ актриы можно назвать её роль в сериале 2009—2010 года «Успешные сеньориты Перес» (исп. Los exitosos Pérez).

## Карьера
Крупной работой Людвиги Палета в кинематографе стала роль Норы в комедийном фильме Маноло Каро Серрано «Не знаю, подрезать ли себе вены или оставить их длинными» (исп. No sé si cortarme las venas o dejármelas largas) 2013. В 2016 году Палета снимается в роли Габи главной героини драматического фильма Рафаэля Монтеро «Параллельные пути» (исп. Rumbos paralelos).

## Личная жизнь
Наибольшую известность в качестве актрисы кино и телевидения Людвига Палета имеет в странах Латинской Америки. В интервью Людвига Палета подчёркивает, что одинаково любит и Мексику, и Польшу, но не видит себя живущей за пределами Мексики в ближайшем будущем.
Людвига Палета в совершенстве владеет тремя языками (Испанским, Польским и Английским).
В 1998 году Людвига Палета выходит замуж за мексиканского актёра Плутарха Хаза. В 1999 году у пары рождается сын Николас. Брак Людвиги Палета и Плутарха Хаза распался в 2008 году. В 2013 году Людвига Палета выходит замуж второй раз за Эмилиано Салинас, сына бывшего президента Мексики, Карлоса Салинас.

## Фильмография
| Год       | Русское название                                         | Оригинальное название                           | Роль                         | Примечания                                |
| --------- | -------------------------------------------------------- | ----------------------------------------------- | ---------------------------- | ----------------------------------------- |
| 1989-90   | Карусель                                                 | Carrusel                                        | Мария Хоакина Вильясеньор    | Телесериал/ главная роль                  |
| 1992      | Дедушка и я                                              | El Abuelo y yo исп.                             | Алехандра                    | Телесериал/ главная роль                  |
| 1995-96   | Мария из предместья                                      | Maria la del Barrioм исп.                       | Мария                        | Телесериал                                |
| 1997-98   | Ураган                                                   | Huragan                                         | Норма                        | Телесериал                                |
| 2001      | Подруги и соперницы                                      | Amigas y rivales                                | Химена                       | Телесериал/ главная роль                  |
| 2003      | Шесть дней в темноте                                     | Seis días en la oscuridad                       | Химена                       |                                           |
| 2004      | Бесчувственная                                           | Mujer de madera                                 | Аида Сантибаньес Вильялпандо | Телесериал                                |
| 2006      | Битва страстей                                           | Duelo de Pasiones                               | Алина Монтельяно             | Телесериал/ главная роль                  |
| 2007-2008 | Слово женщины                                            | Palabra de mujer                                | Паулина Альварес             | Телесериал/ главная роль                  |
| 2009-2010 | Успешные Перес                                           | Los exitosos Pérez                              | Соледад Перес                | Телесериал/ главная роль                  |
| 2013      | Не знаю, подрезать ли себе вены или оставить их длинными | No sé si cortarme las venas o dejármelas largas | Нора                         | комедия, драма/ главная роль              |
| 2014      | Низкий полёт                                             | Volando bajo                                    | Торибия Венегас              |                                           |
| 2016      | Параллельные пути                                        | Rumbos Paralelos                                | Габи                         | Художественный фильм, драма/ главная роль |
| 2016-2017 | Женщина Кентавра                                         | La querida del Centauro                         | Иоланда                      | Телесериал/ главная роль                  |
| 2018      | Рубироса                                                 | Rubirosa                                        | Жа Жа Габор                  | Телесериал                                |
| 2021      | Мать моей дочери                                         | Madre Solo hay Dos (исп.)                       | Анна                         | Телесериал/ главная роль                  |